# Красно-белая пегая танагра
Красно-белая пегая танагра (лат. Chrysothlypis salmoni) — вид птиц из семейства танагровых. Птицы обитают в субтропических и тропических низменных влажных и сильно деградированных лесах и на (низменных) влажных кустарниковых зарослях, на высоте 0—1100 метров над уровнем моря, на склонах северного основания западных и центральных Анд от Антьокии южнее до средних областей долины реки Магдалена) (Колумбия) южнее до склонов гор на тихоокеанском прибрежье провинции Эсмеральдас (северо-западный Эквадор). Длина тела 13 см, масса около 12 грамм.